# Aurelio di Riditio
Aurelio di Riditio (400 circa – Milano, 9 novembre 475) è stato un vescovo armeno.

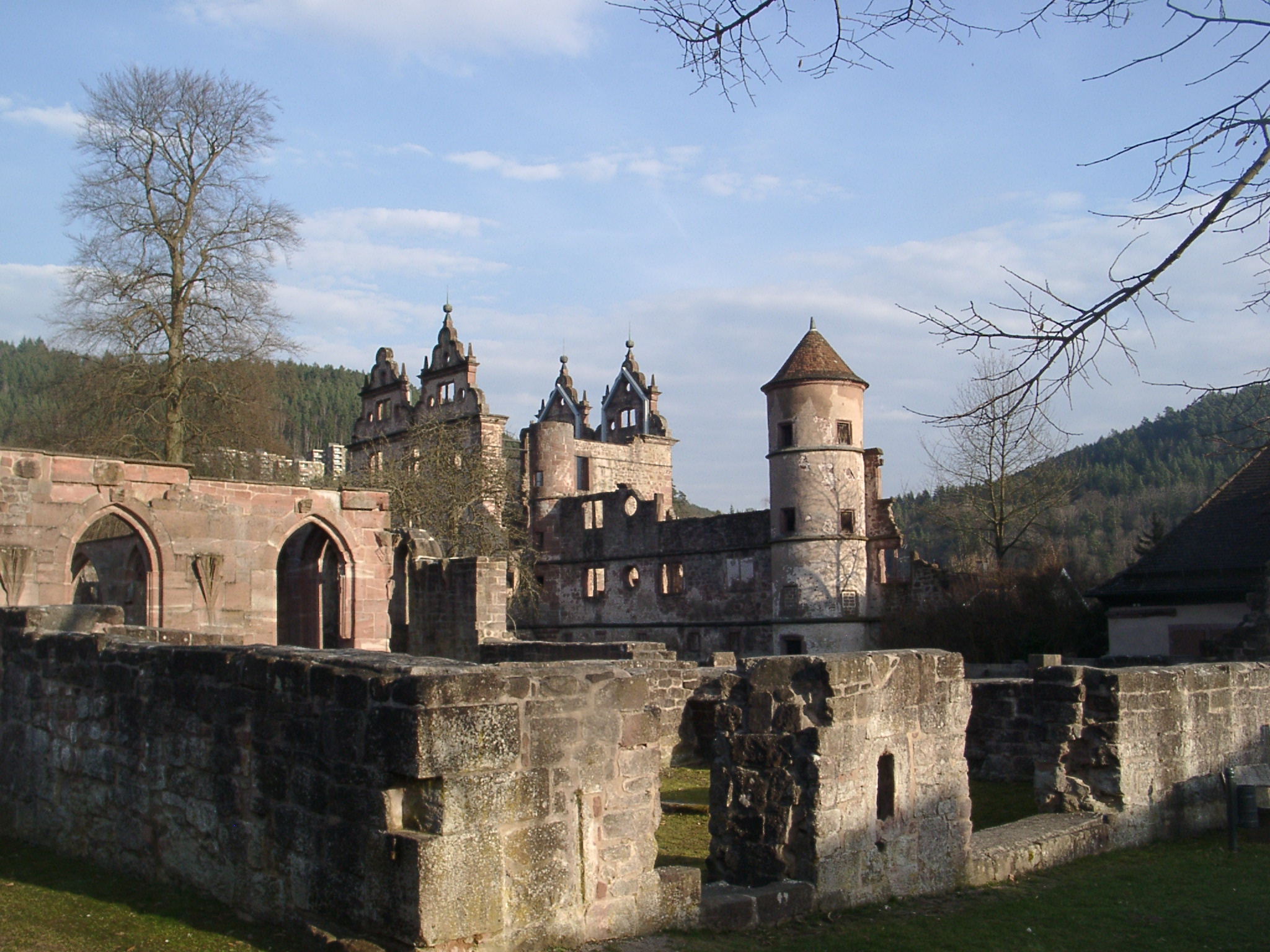
Abbazia di Hirsau

Noto come Aurelio di Milano, fu vescovo in Armenia. A parte il giorno della morte, non ci sono praticamente fatti sulla sua vita. Anche lo stesso Riditio non è stato localizzato. Aurelio è considerato il santo patrono delle malattie della testa.

## Vita
Anche se non ci sono fatti stabiliti, almeno tracce della sua presenza possono essere trovate in fonti epigrafiche e letterarie. Il primo documento è una copia di un memoriale di Milano, che mostra una doppia tomba in cui si dice che Aurelio fosse rimasto insieme al vescovo milanese Dionisio. Sulla base di detto anno Consolato è stato determinato l'anno della morte 475.
Secondo Le Quien, Aurelio sarebbe stato vescovo di Ariaratia.

## Traslazione
Nell'830 circa o nell'832 i suoi resti sono stati trasferiti nella Foresta Nera dal vescovo di Vercelli Notingo nell'Abbazia di Hirsau. La reliquia rimase lì fino al 1488 e fu poi trasferita nel nuovo monastero di San Pietro e Paolo, esistente dal 1092. 